# Canal temporo-malaire
Le canal temporo-malaire est un canal osseux creusé dans l'os zygomatique.
Il débute sur la face médiane de l'os par le foramen zygomatico-orbitaire. A l'intérieur de l'os il se divise en un canalicule temporal et un canalicule malaire.
Le premier débouche par le foramen zygomatico-temporal sur la face postérieure de l'os, le second débouche par le foramen zygomatico-facial sur la face latérale de l'os.
Il permet le passage du nerf zygomatique et de ses rameaux qui naissent dans le canal : le nerf zygomatico-temporal et le nerf zygomatico-facial. Ces rameaux ressortent par le canalicule temporal pour le premier et le canalicule malaire pour le second.